# Краснолицая аратинга
Краснолицая аратинга (лат. Psittacara mitratus) — птица семейства попугаевых.

## Внешний вид
Некрупные птицы; длина тела 36 см. Окраска оперения зелёная, на голове есть красная «шапочка», а на передней части тела — мелкие красные пятнышки. Хвост длинный клиновидный, ступенчатый.

## Распространение
Обитает на севере Венесуэлы, западе Эквадора, юге Перу и в Колумбии.

## Образ жизни
Населяет лиственные и влажные леса до высоты от 1000 до 300 м над уровнем моря. В Калифорнии живут в городских парках.

## Размножение
При токовании оба партнёра делают круговые движения головой и часто соприкасаются клювами. Самка откладывает 2-5 белых яиц, на которых сидит 28 дней. Во время гнездования птицы ведут себя очень агрессивно. Молодые птицы покидают гнездо в возрасте 7 недель. В отличие от взрослых птиц, они полностью зелёного цвета, только клюв у них жёлтый.

## Содержание
Молодые птицы, выкормленные искусственно, становятся очень общительными, привязываются к своему воспитателю и могут научиться произносить несколько слов.

## Классификация
Вид включает в себя 3 подвида.
- Psittacara mitrata chlorogenys Arndt, 2006
- Psittacara mitrata mitratus (Tschudi, 1844)
- Psittacara mitrata tucumanus Arndt, 2006